# Geoffrey Hartman
Geoffrey Hartman, född 11 augusti 1929 i Frankfurt am Main, död 14 mars 2016 i Hamden, Connecticut, var en amerikansk litteraturkritiker. Hartman, som förknippas med Yaleskolan, var professor i engelsk och jämförande litteraturvetenskap vid Yale University. År 1979 grundade han Fortunoff Video Archive for Holocaust Testimonies.

## Biografi
Geoffrey Hartman föddes i en ashkenazisk judisk familj i Frankfurt am Main. År 1939 kom han till England med Kindertransport och 1946 anlände han till USA och blev så småningom amerikansk medborgare. Hartman avlade 1953 doktorsexamen vid Yale University och specialiserade sig särskilt på den engelske poeten William Wordsworth. År 1972 invaldes Hartman i American Academy of Arts and Sciences.